# Achterbahn (Verlag)
Der Achterbahn Verlag wurde im Sommer 1991 von Comic-Zeichner Rötger Feldmann und Jens Nieswand als GmbH gegründet.

## Produkte
Der Achterbahn Verlag veröffentlichte u. a. folgende Comics:
- Baby Blues
- Die kleine Gruftschlampe
- Emily Strange
- Haiopeis
- Touché
- Zits

Das wohl bekannteste Produkt des Achterbahn Verlags war die Comicreihe Werner von Rötger Feldmann, die dort ab Band 7 veröffentlicht wurde. Nach der Insolvenz der Achterbahn AG wurde diese Serie jedoch vom Egmont Ehapa Verlag übernommen. Inzwischen wurde sie dort ebenfalls eingestellt.

## Börsengang und Insolvenz
Ende 1995 wurde der Achterbahn Verlag in die Aktiengesellschaft Achterbahn AG Buch-, Musik- und Filmverlag umgewandelt und im Oktober 1997 im damaligen Segment des Neuen Marktes an die Börse gebracht. Der Aktienpreis bei Ausgabe lag bei 75 D-Mark, die Emission war 65-fach überzeichnet.
1999 betrug der Umsatz der Achterbahn AG umgerechnet 14,5 Millionen Euro. Der Höchststand des Börsenkurses lag im August 1999 bei 84 D-Mark pro Aktie, was bei 400.000 Aktien einem Unternehmenswert von 33,6 Millionen DM entsprach.
Das Unternehmen stellte im Herbst 2002 beim zuständigen Amtsgericht in Kiel einen Insolvenzantrag. Im Jahr 2001 schrieb das Unternehmen rote Zahlen, nachdem es hohe Lizenzausgaben für Merchandising-Produkte von Harry-Potter gab, die dann jedoch nicht ausreichend abgesetzt werden konnten. 2003 ging das Unternehmen dann in Insolvenz. Einige Einzelunternehmen der AG, wie Nieswand Druck und der Achterbahn Verlag, wurden als GmbH weiter geführt.

## Weitere Entwicklung
Von 2003 bis 2005 war Christian Dreller in Kooperation mit dem Lappan Verlag Verlagsleiter des Achterbahn Verlags. 2005 wandelte Lappan den Verlag in das Segment Achterbahn im Lappan Verlag GmbH mit Sitz in Oldenburg um. Die Betreuung und Vermarktung der Bildrechte blieben unter der Führung von „Mulli“ in Kiel.
Ende Januar 2011 wurde die zu diesem Zeitpunkt noch nicht abgemeldete Achterbahn AG während der Produktion eines Werner-Zeichentrickfilms kurzfristig Gegenstand von Börsenspekulationen, wobei vermutlich fälschlicherweise angenommen wurde, dass sie an der Herstellung des Films beteiligt sei (dieser wurde jedoch ausschließlich von Constantin Film produziert). Der noch gelistete Aktienkurs der Achterbahn AG vervielfachte sich innerhalb weniger Tage.